# Hochsölden
Hochsölden ist ein Hoteldorf im südlichen Teil des Ötztals im Bezirk Imst, Tirol, Österreich. Hochsölden liegt oberhalb von Sölden auf einer Seehöhe von 2083 m ü. A. direkt an der Skipiste.

## Geschichte

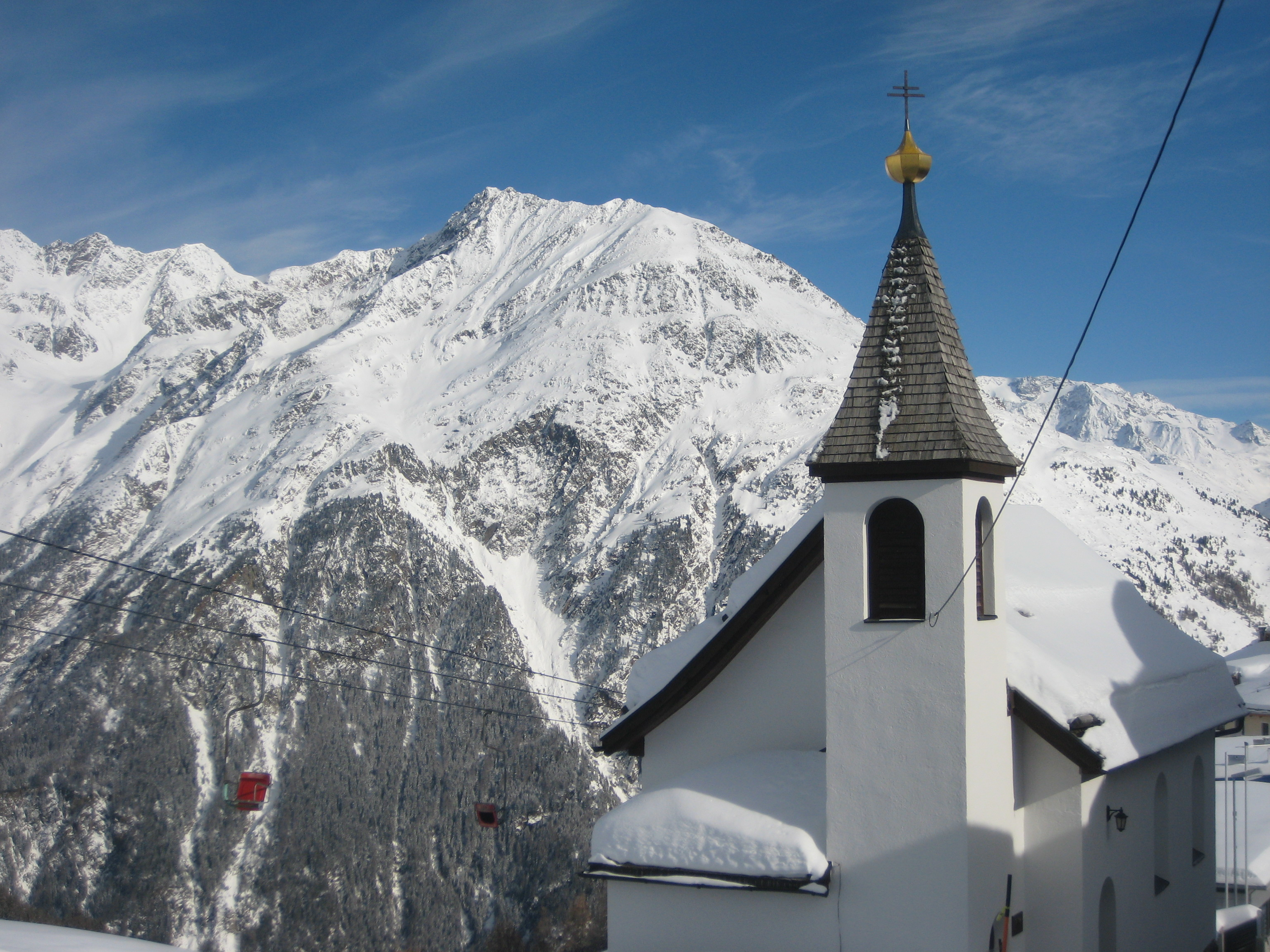
Kapelle in Hochsölden

1928 wurde der Sonnblick erbaut. Um die benötigten Baumaterialien und Lebensmittel zu befördern wurde 1929 von der Familie Serafin Gurschler eine erste Materialseilbahn von Sölden nach Hochsölden realisiert. Daraufhin errichtete die Familie Gurschler zwischen 1931 und 1934 das Hotel Hochsölden und 1936 die Familie Lengler den Alpenfriede. Im selben Jahr wurde die Hamrachalpe von Hans Fender in das Gasthaus zur schönen Aussicht ausgebaut. Außerdem wurde 1934 eine Kapelle in Hochsölden errichtet. Aufgrund der starken Gästezunahme wurden immer mehr Betten benötigt und deshalb kam 1940 der Enzian dazu.
Nach dem Ende des Zweiten Weltkrieges, am 15. März 1946, erfolgte die Neugründung des Skiclubs SC Sölden-Hochsölden.

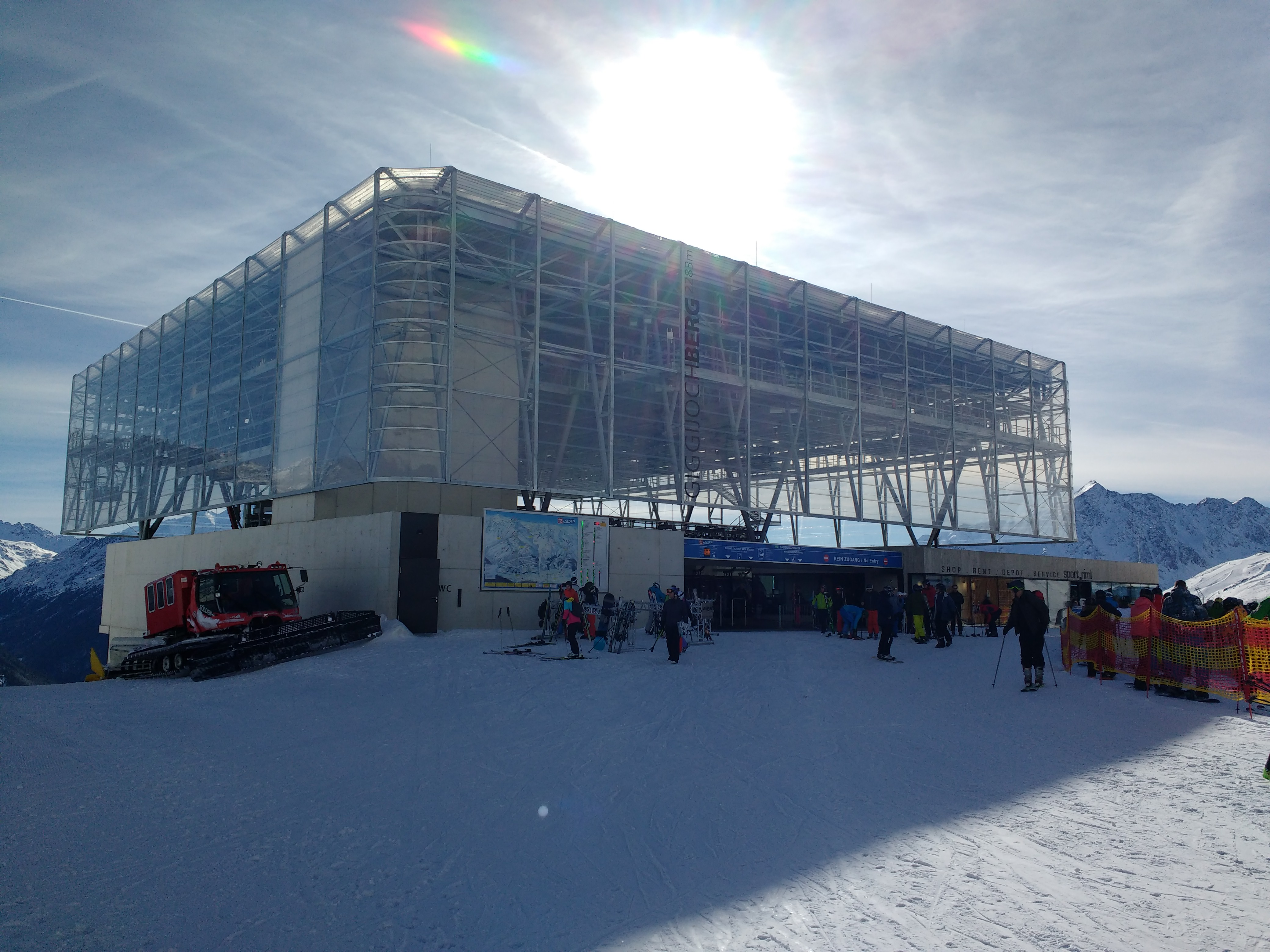
Bergstation Giggijoch (2284 m)

Der Bau eines Sesselliftes von Sölden nach Hochsölden erfolgte im Jahr 1948. Bei diesem Lift handelte es sich um den ersten Sessellift im Ötztal und den erst dritten Sessellift in Tirol. Dieser wurde 1955 durch einen 1er-Sessellift ersetzt.
1951 wurde der Rotkogellift gebaut, der wesentliche Erleichterungen im Anstieg auf die täglichen Bergtouren brachte. 1956 schlossen sich die Hoteliers und Gastwirte von Hochsölden unter Federführung von Hans Fender zusammen um gemeinsam eine Straße zu errichten. Mit Pickel und Schaufel wurde ein etwa sieben Kilometer langes Straßenstück von Sölden nach Hochsölden erbaut. Zu dieser Zeit war die Straße nur in eine Richtung befahrbar. Deshalb gab es einen genauen Zeitplan wann man hinunter- und wann hinauffahren konnte.
Etwa zur gleichen Zeit wurden die Giggijoch- und Hainbachkar-Schlepplifte erbaut und mit diesen beiden Liften wurde erstmals das Schifahren im heutigen Sinne und auf präparierten Pisten möglich. Im Jahr 1958 errichtete Hans Fender mit dem Hotel Edelweiss ein weiteres Hotel. Dieses hatte damals schon Zimmer mit Bad und WC, was in den 1950ern besonderen Luxus darstellte. Es ist bis heute das einzige Hotel in Hochsölden, das zur Gänze nach dem Zweiten Weltkrieg errichtet wurde.
Die enormen Bautätigkeiten waren natürlich auch ein Eingriff in den Naturhaushalt. Deshalb erfolgte 1963 der Bau einer eigenen Kanalisation für Hochsölden, zu einer Zeit als noch kein anderer Ort im Ötztal über eine solche verfügte. 1967 wurde beim Hotel Edelweiss auf 2090 Höhenmetern eines der ersten Hallenbäder des Ötztals gebaut.

## Sport

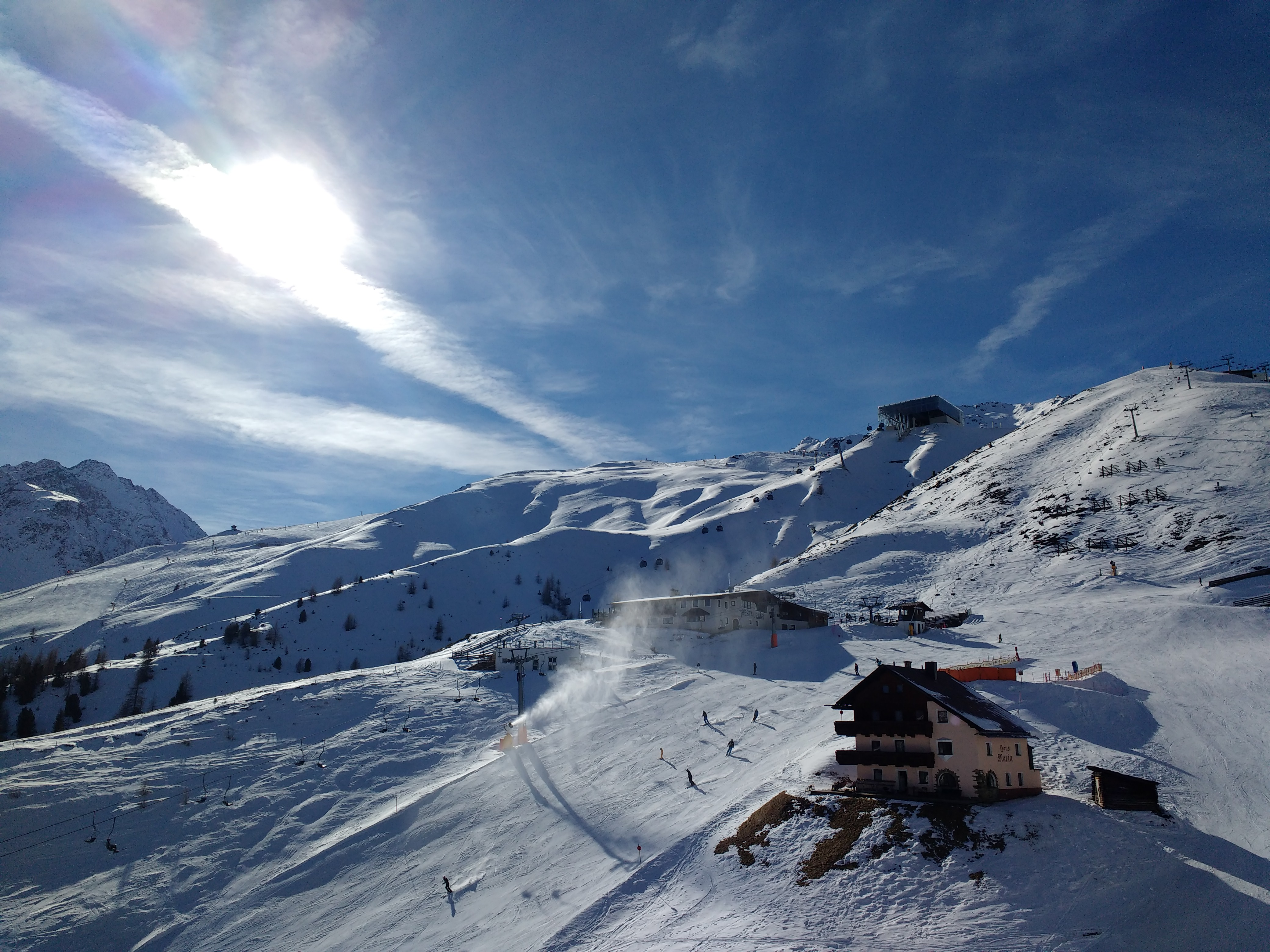
Skigebiet Sölden

- 1947 veranstaltete der SC den „Großabfahrtslauf um das Ötztaler Edelweiss“ Streckenführung Giggijoch – Rainstadl. Als Sieger ging Eberhard Kneisl hervor.
- 1948 fand die Tiroler Meisterschaft statt, die zugleich als Ausscheidung für die Olympischen Winterspiele in St. Moritz galt.
- 1957 erfolgte der Start zur wohl größten rennsportlichen Veranstaltung der Nachkriegszeit – dem „Internationalen Rennen um das Wildspitzkreuz“. Der junge Karl Schranz und Resi Feiersinger gingen als Sieger hervor.[4]
- 1960 fand das Internationale Ötztaler „Frühjahrsrennen“ in Hochsölden statt.[5]

Das Skigebiet Sölden-Hochsölden umfasst zurzeit (Stand Saison 2009/2010) 148 Kilometer präparierte Skipisten zwischen einer Seehöhe von 1350 und 3340 Metern. Rund 60 % der Skipisten können beschneit werden. Insgesamt sind 33 Lifte und Seilbahnen mit einer Beförderungskapazität von 69.000 Personen pro Stunde in Betrieb.

## Moderner Tourismus

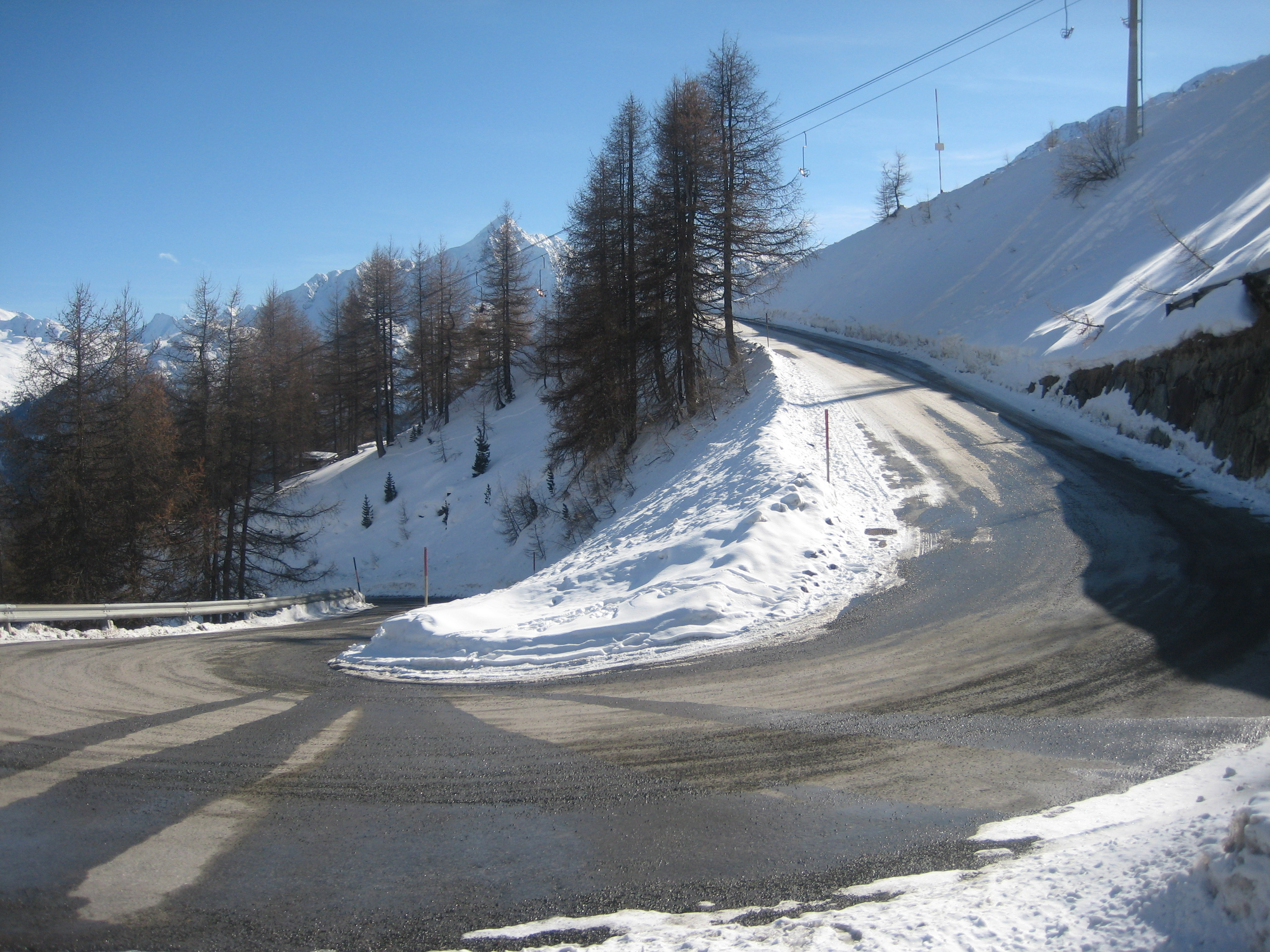
Bergstraße Sölden/Hochsölden

Im Jahr 1971 wurden die Schigebiete Hochsölden und Gaislachkogel zusammengeschlossen. Nachdem die damalige Forststraße nach Hochsölden ausgebaut wurde, wurde 1972 die Gletscherstraße zum Rettenbachferner gebaut. Damit war das Skigebiet Sölden erstmals ganzjährig schneesicher. 1998 wurde das Skigebiet Hochsölden mit dem Rettenbachgletscher verbunden.
2002 folgte die Errichtung einer örtlichen 5-stöckigen Tiefgarage. Während der gesamten Wintersaison kann man direkt von der Unterkunft auf die Skipiste fahren.
Heute besteht das Bergdorf Hochsölden aus drei 4-Stern-Hotels, zwei 4-Stern-Superior Hotels, einem Bergrestaurant, zwei Sportgeschäften, einigen Apartmenthäusern und einer eigenen Skischule.